# Dennis Vos
Dennis Vos (Geldrop, 28 november 2001) is een Nederlands voetballer die als verdediger speelt. Hij verruilde PSV in januari 2023 voor FC Emmen.

## Carrière
Dennis Vos speelde in de jeugd van RKSV Nuenen en PSV, waar hij in 2019 een contract tot medio 2022 tekende. Hij debuteerde in het betaald voetbal voor Jong PSV in de met 1-6 verloren thuiswedstrijd tegen SBV Excelsior op 29 augustus 2020. Hij begon in de basis en werd in de 73e minuut vervangen door Chris Gloster. Hij speelde ook één wedstrijd voor het eerste van PSV, op 15 mei 2022 tegen PEC Zwolle (2-1). Hij kwam in de rust in de ploeg voor Philipp Max.
Op 27 januari 2023 maakte hij een transfer naar FC Emmen. Hij debuteerde de dag erna tegen RKC Waalwijk (0-2). Hij viel in de rust in voor Julius Dirksen. Op 13 december 2024 maakte hij zijn eerste doelpunt voor Emmen, tegen Jong AZ (1-1). Hij scoorde de gelijkmaker op aangeven van Torben Rhein.

## Statistieken
| Seizoen                       | Club           | Competitie     | Competitie | Competitie | Beker | Beker | Overig | Overig | Totaal | Totaal |
| Seizoen                       | Club           | Competitie     | Wed.       | Dlp.       | Wed.  | Dlp.  | Wed.   | Dlp.   | Wed.   | Dlp.   |
| ----------------------------- | -------------- | -------------- | ---------- | ---------- | ----- | ----- | ------ | ------ | ------ | ------ |
| 2019/20                       | Jong PSV       | Eerste divisie | 0          | 0          | –     | –     | –      | –      | 0      | 0      |
| 2020/21                       | Jong PSV       | Eerste divisie | 22         | 2          | –     | –     | –      | –      | 22     | 2      |
| 2021/22                       | Jong PSV       | Eerste divisie | 33         | 0          | –     | –     | –      | –      | 33     | 0      |
| 2022/23                       | Jong PSV       | Eerste divisie | 21         | 0          | –     | –     | –      | –      | 21     | 0      |
| 2021/22                       | PSV            | Eredivisie     | 1          | 0          | –     | –     | –      | –      | 1      | 0      |
| 2022/23                       | FC Emmen       | Eredivisie     | 6          | 0          | 1     | 0     | –      | –      | 7      | 0      |
| 2023/24                       | FC Emmen       | Eerste divisie | 30         | 0          | 1     | 0     | 4      | 0      | 35     | 0      |
| 2024/25                       | FC Emmen       | Eerste divisie | 18         | 1          | 1     | 0     | 0      | 0      | 19     | 1      |
| Carrièretotaal                | Carrièretotaal | Carrièretotaal | 131        | 3          | 3     | 0     | 4      | 0      | 138    | 3      |
| Bijgewerkt op 9 januari 2025. |                |                |            |            |       |       |        |        |        |        |